# Travnatý dvorec

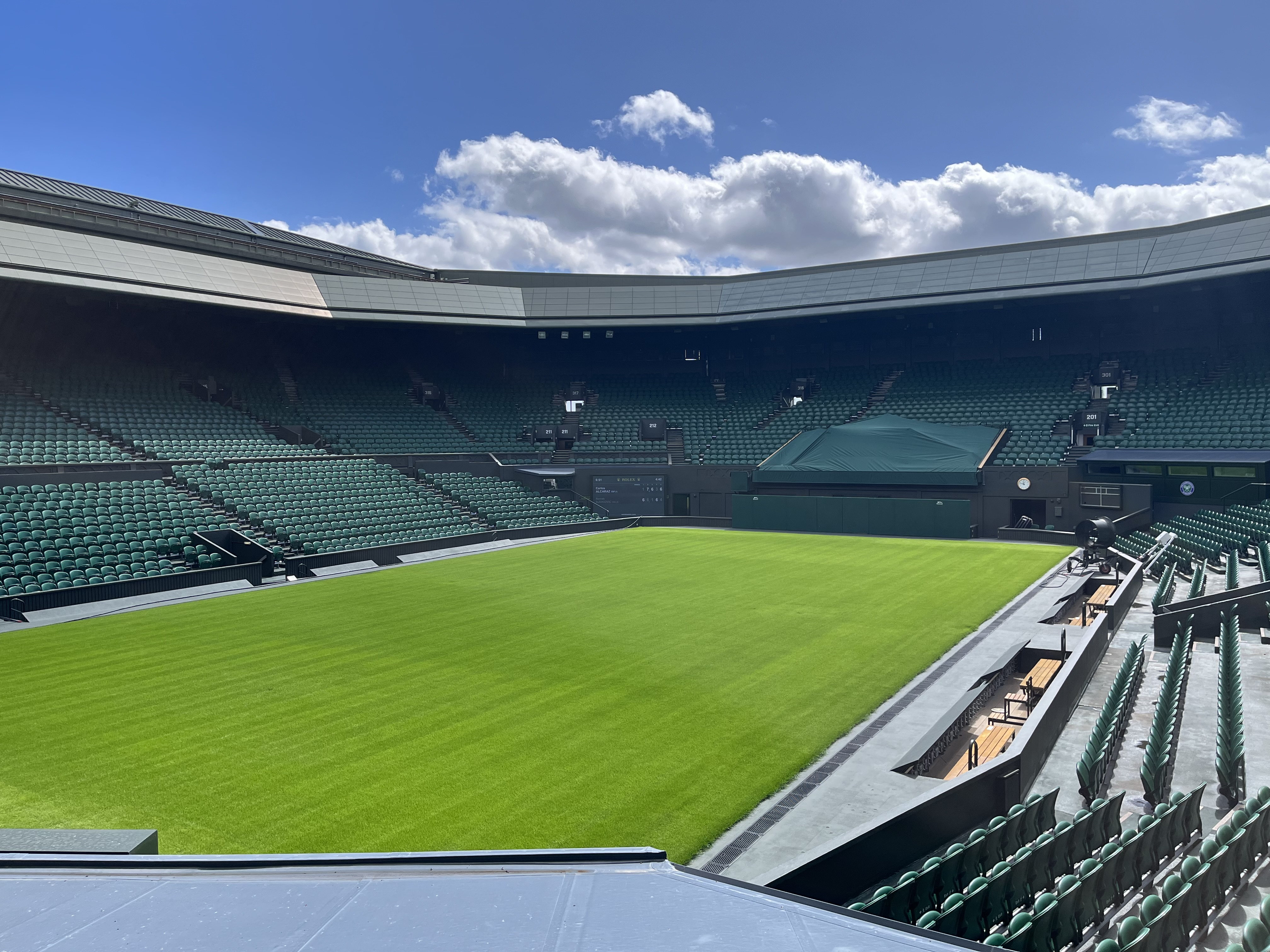
Centrální dvorec londýnského All England Clubu

Travnatý dvorec je jeden z druhů tenisového hřiště. Základem trávy je jílek různého složení dle jednotlivých turnajů. Ve Wimbledonu je obsah jílku 100 %, což způsobuje pomalejší odskok míče, než na jiných travnatých dvorcích.
Přestože je tráva tradičním tenisovým povrchem, byla nahrazena jinými povrchy, které se uplatnily ve vyšší míře (antuka a tvrdý povrch). O travnatý kurt je třeba intenzivně pečovat. Každý rok je trávu nutné  přesévat, neustále upravovat a v dešti se jedná o nehratelný povrch kvůli její kluzkosti. V takovém případě je optimální variantou povrch zahalit, aby byl ochráněn před působením vody. 
Nejvyšší výskyt travnatých dvorců je v Anglii. 

## Charakteristika
Tráva jako kluzký povrch způsobuje nízké, rychlé odskoky tenisového míče, které mohou měnit po odskoku trajektorii letu, způsobené nerovnostmi podkladu. Proto je preferován systém servis-volej a hra od základní čáry s dlouhými výměnami je méně častá. Tento povrch upřednostňuje silové hráče. Z úderů jsou nejdůležitější podání, voleje a return. V této souvislosti má prolomení podání vyšší důležitost než na ostatních površích. Příprava úderů a reakční doba hráče na údery soupeře je kratší z důvodů rychlého odskoku, a proto jsou míče častěji hrány v nedokonalém tenisovém postavení.

## Hráči
Historicky nejvyšší počet devatenácti trofejí z travnatého povrchu získal Roger Federer, když osmkrát ovládl Wimbledon, desetkrát Halle Open a jednou Stuttgart Open. Rovněž drží rekord dvanácti wimbledonských finále. Jeho porážka ve finále Wimbledonu 2008 od Rafaela Nadala ukončila jeho 65zápasovou neporazitelnost na trávě, včetně šňůry 40 utkání ve Wimbledonu, během níž získal pět titulů v řadě.
Mezi elitní tenisty na trávě se zařadili osminásobný wimbledonský šampion Roger Federer, sedminásobní vítězové Pete Sampras s Novakem Djokovićem a Björn Borg s pěti tituly v řadě. Travnatý povrch také preferovali John McEnroe, Boris Becker, Stefan Edberg či Jimmy Connors. Naopak Ivanu Lendlovi se wimbledonský grandslam nikdy vyhrát nepodařilo, když dvakrát odešel z finále poražen. Podle Martiny Navrátilové proto, že v době své nejvyšší výkonnosti odmítl přizpůsobit herní styl travnatému povrchu a učinil tak příliš pozdě.
Mezi ženami získala nejvyšší počet devíti wimbledonských trofejí Martina Navrátilová a včetně deblových soutěží si z All England Clubu odvezla dvacet titulů. K dalším tenistkám s preferencí pro trávu se zařadily Steffi Grafová či Venus a Serena Williamsovy.

## Profesionální turnaje na trávě
Letní profesionální sezóna hraná na trávě je vůči dalším povrchům krátká. Do roku 2014 sestávala z dvoutýdenní grandslamové přípravy ve Velké Británii, nizozemského turnaje v Rosmalenu, německého Halle Open, vrcholu ve Wimbledonu a navazujícího Hall of Fame Open v rhodeislandském Newportu. V sezóně 2015 získaly travnaté turnaje v kalendáři další týden mezi French Open a Wimbledonem. Na ATP Tour se v daném roce stal travnatou událostí německý Stuttgart Open. Tři ročníky 2017–2019 se na trávě konal turecký Antalya Open v kategorii ATP 250.

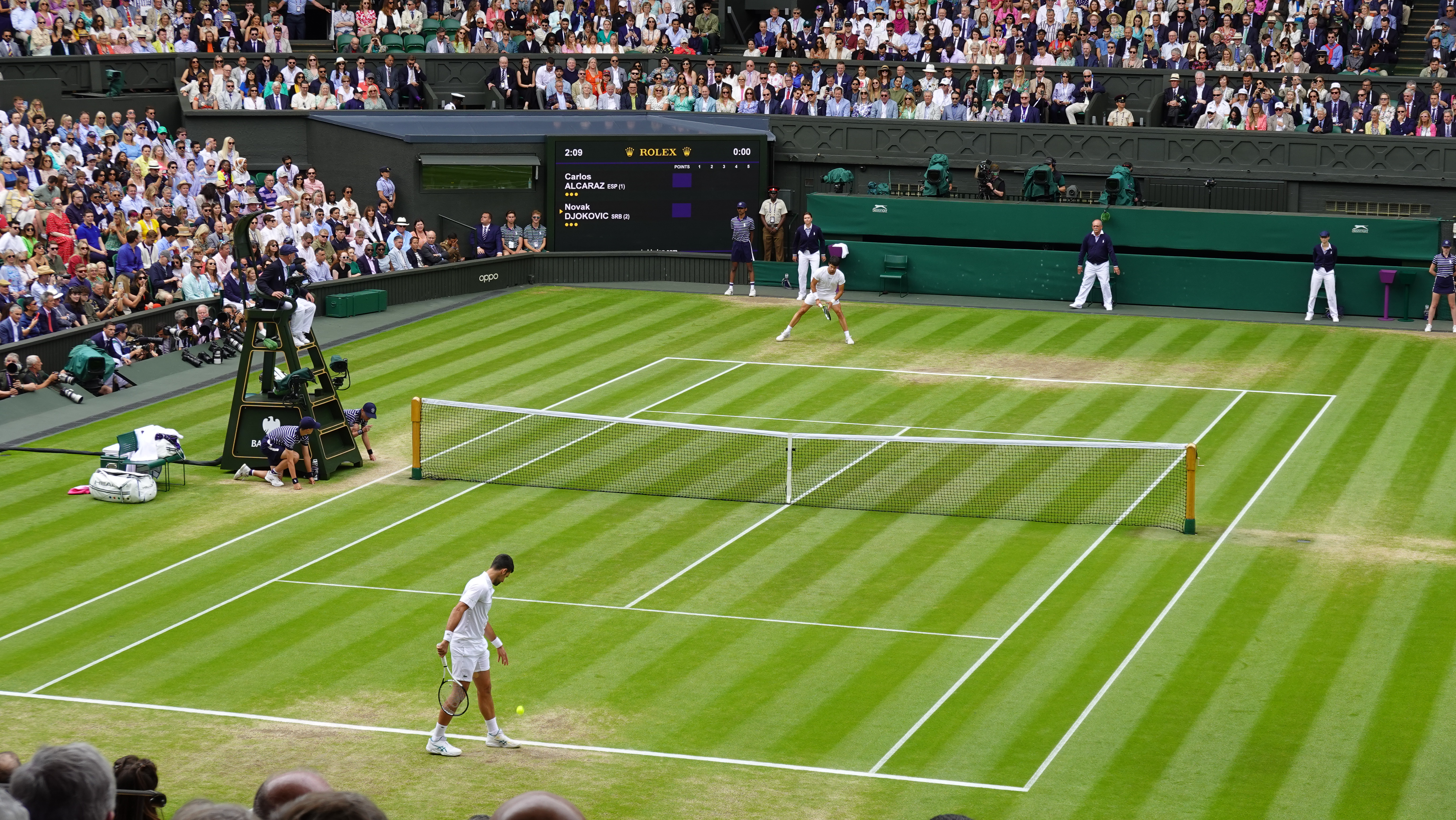
Finále dvouhry Wimbledonu 2023, v němž Alcaraz porazil Djokoviće. Jediná porážka na grandslamu 2023 připravila Djokoviće o zisk kalendářního grandslamu

Na ženském okruhu WTA Tour probíhal v období 2016–2019 španělský Mallorca Open. V roce 2020 byly zařazeny mužský Mallorca Championships jako vůbec první španělský turnaj ATP na trávě a ženský Bad Homburg Open. 

### Letní sezóna na trávě
| Kategorie  | Kategorie |
| ATP Tour   | WTA Tour  |
| ---------- | --------- |
| Grand Slam |           |
| ATP 500    | WTA 500   |
| ATP 250    | WTA 250   |

| Týden | ATP Tour                                                                                           | WTA Tour                                              |
| ----- | -------------------------------------------------------------------------------------------------- | ----------------------------------------------------- |
| 1.    | Stuttgart Open (Stuttgart, Německo)                                                                | Queen's Club Championships (Londýn, Velká Británie)   |
| 1.    | Rosmalen Grass Court Championships ('s-Hertogenbosch, Nizozemsko)                                  |                                                       |
| 2.    | Halle Open (Halle, Německo) Queen's Club Championships (Londýn, Velká Británie)                    | German Open (Berlín, Německo)                         |
| 2.    | Halle Open (Halle, Německo) Queen's Club Championships (Londýn, Velká Británie)                    | Nottingham Open (Nottingham, Velká Británie)          |
| 3.    | Eastbourne International (Eastbourne, Velká Británie) Mallorca Championships (Mallorca, Španělsko) | Bad Homburg Open (Bad Homburg, Německo)               |
| 3.    | Eastbourne International (Eastbourne, Velká Británie) Mallorca Championships (Mallorca, Španělsko) | Eastbourne International (Eastbourne, Velká Británie) |
| 4.–5. | Wimbledon (Londýn, Velká Británie)                                                                 | Wimbledon (Londýn, Velká Británie)                    |